# 1802 Zhang Heng
1802 Zhang Heng este un asteroid din centura principală, descoperit pe 9 octombrie 1964, de Observatorul Zijinshan.